# Iolaus stewarti
Iolaus stewarti är en fjärilsart som beskrevs av Heath. Iolaus stewarti ingår i släktet Iolaus och familjen juvelvingar. Inga underarter finns listade i Catalogue of Life.